# Virtual Programming
Virtual Programming é uma distribuidora de jogos eletônicos para MacOS e Linux.
Virtual Programming tem trabalhado com empresas como Square Enix, 2K Games, Epic, Codemasters, Techland e CD Projekt pegando código fontes de seus jogos, adaptando e distribuindo para as plataformas Macintosh e GNU/Linux.
Os títulos da companhia para o Mac OS estão disponíveis na App Store e em teu próprio canal de distribuição, deliver2mac.  Em Maio de 2014 fizeram teu primeiro porte para Linux, Witcher 2, usando uma tecnologia batizada de eON.

## Jogos

### Mac
- Airline Tycoon Deluxe
- Ankh 2 Heart of Osiris
- ATV Quad Kings
- Battle vs. Chess
- Birdie Shoot 2
- Blitzkrieg
- Blitzkrieg Anthology
- Call of Duty 2
- Call of Duty 4: Modern Warfare
- Capitalism 2
- Commander: Conquest of the Americas
- Crusader Kings Complete
- Crusader Kings 2
- Cultures Northlands
- DiRT Showdown
- Earth 2140
- Europa Universalis 2
- Europa Universalis III Chronicles
- Europa Universalis Rome Gold
- Falcon 4.0: Allied Force
- Hearts of Iron 2 Complete
- Hearts of Iron 3: For the Motherland
- Hearts of Iron 3: Their Finest Hour
- Jack Keane
- Jade Rousseau: The Secret Revelations
- The Journey Down
- King Arthur II
- King Arthur 2 - Dead Legions
- Knights and Merchants
- Lemure
- March of the Eagles
- Marine Park Empire
- Patrician IV
- Reel Deal Card Games 2011
- Reel Deal Casino Gold Rush
- Reel Deal Casino High Roller
- Reel Deal Casino Imperial Fortune
- Reel Deal Casino Millionaire's Club
- Reel Deal Slots Blackbeard's Revenge
- Reel Deal Slots Ghost Town
- Reel Deal Slots Mysteries of Cleopatra
- Reel Deal Slots Mystic Forest
- Reel Deal Slots Treasures of the Far East
- Restaurant Empire 2
- Pipemania
- Pirates of Black Cove
- Restaurant Empire 2
- Robin Hood - The Legend of Sherwood
- Sengoku
- Spec Ops: The Line
- Stronghold 3
- Summer Games
- Supreme Ruler Cold War
- Two Worlds Pirates of the Flying Fortress
- Two Worlds II
- Two Worlds II Castle Defense
- Velvet Assassin
- Victoria 2
- Victoria 2: A House Divided
- Victoria 2 Heart of Darkness
- Victoria Complete
- The Witcher 2: Assassins of Kings
- World Golf Challenge
- Winter Games

### GNU/Linux
- Bioshock Infinite
- Stronghold 3
- The Witcher 2: Assassins of Kings
- Spec Ops: The Line
- Dirt: Showdown